# DD-WRT
DD-WRT — вільна альтернативна прошивка для бездротових маршрутизаторів і точок доступу, заснована на ядрі Linux. Призначена для заміни оригінальної прошивки на деяких комерційних маршрутизаторах. Оригінально була розроблена для роутерів серії Linksys WRT54G (включаючи WRT54GL і WRT54GS). Поширюється під ліцензією GNU GPL v2. Є однією з найбільш популярних альтернативних прошивок, які дозволяють значним чином розширити базові можливості домашнього маршрутизатора, перетворивши дешевий пристрій в більш дорогий по ціновому класу.

## Можливості
Список можливостей стандартної версії DD-WRT:
- Обмеження доступу до мережі
- Моніторинг пропускної здатності
- Динамічна DNS[en]
- HTTPS режим для вебкерування
- IPv6
- JFFS2[en]
- Підтримка карток MMC/SD
- PPTP
- QoS
- Режим ретранслятора/mBSSID[es]
- WDS
- Samba-клієнт
- Сервер FTP[en][3]
- Samba-сервер[3]
- Принт-сервер[3]
- SNMP
- SPI/iptables
- SSH
- Telnet
- Регулювання вихідної потужності (TX Power)
- UPnP
- Wake-on-LAN
- WPA/WPA2